# Selaginella temehaniensis
Selaginella temehaniensis är en mosslummerväxtart som beskrevs av John William Moore. Selaginella temehaniensis ingår i släktet mosslumrar, och familjen mosslummerväxter. Inga underarter finns listade i Catalogue of Life.